# TV Paranaíba
TV Paranaíba é uma emissora de televisão brasileira sediada em Uberlândia, cidade do estado de Minas Gerais. Opera no canal 10 (28 UHF digital) e é afiliada à Record. Pertence ao Grupo Paranaíba, também responsável pelas rádios Educadora FM e Paranaíba FM, e cobre 89 municípios do interior mineiro.

## História
A concessão do canal 10 VHF de Uberlândia foi outorgada através do decreto nº 75.312, assinado pelo presidente Ernesto Geisel em 28 de janeiro de 1975, a um grupo liderado pelo empresário Ary de Castro Santos, que contava também com Virgílio Galassi, Nicomedes Alves dos Santos, Ruy Castro Santos, Branly Macêdo de Oliveira e Adib Chueiri. Após quatro anos, a TV Paranaíba entrou no ar em 28 de junho de 1978, retransmitindo a programação da Rede Bandeirantes. A emissora foi a pioneira da região no uso de sistemas de micro-ondas para retransmissão do seu sinal em outros municípios do Triângulo Mineiro, com o auxílio das redes de transmissão da Companhia de Telecomunicações do Brasil Central, e a partir de 1982, passou a retransmitir a programação da Rede Bandeirantes via satélite.
Em 1.º de fevereiro de 2003, a TV Paranaíba deixou a Rede Bandeirantes depois de quase 24 anos de afiliação, e tornou-se afiliada à Rede Record. A troca de rede havia sido motivada após problemas entre a emissora e a rede que vinham desde 2001, e em meio a decisão da Band de arrendar um espaço em pleno horário nobre para a Igreja Internacional da Graça de Deus, o que na época desagradou várias de suas afiliadas e ameaçou as parcerias com várias delas. Nesta época, a TV Paranaíba cobria 39 cidades da região do Triângulo Mineiro e Alto Paranaíba, num universo estimado de cerca de 2 milhões de telespectadores.

## Sinal digital

### Transição para o sinal digital
Com base no decreto federal de transição das emissoras de TV brasileiras do sinal analógico para o digital, a TV Paranaíba, bem como as outras emissoras de Uberlândia, cessou suas transmissões pelo canal 10 VHF em 17 de dezembro de 2018, seguindo o cronograma oficial da ANATEL.